# Dictadura invisible
Una dictadura invisible fue un término acuñado por Mijaíl Bakunin para describir la dirección revolucionaria clandestina. Bakunin también utilizó los términos legión invisible y red invisible para describir su concepto de dictadura invisible.

## Orígenes
En la Europa del siglo XIX, la discusión sobre cómo podría actuar un gobierno revolucionario de transición tuvo lugar desde los días de François Babeuf. En 1828 Filippo Buonarroti publicó Conspiration pour l'Egalité dite de Babeuf, suivie du procès auquel elle donna lieu que resultó ser muy influyente sobre Auguste Blanqui y los revolucionarios de 1848, desde Louis Blanc hasta Bakunin. De ahí surgió el concepto de un pequeño grupo de revolucionarios que instituyeron una dictadura educativa que elevaría la conciencia de las masas hasta el punto de que se pudiera introducir la democracia.
En la Revolución Francesa de febrero de 1848, el gobierno provisional asumió el poder extralegalmente, a través de un anuncio antes de una manifestación masiva. Louis Blanc abogó por que el gobierno provisional "se considerara a sí mismo como dictadores designados por una revolución que se había hecho inevitable y que no estaba obligada a buscar la sanción del sufragio universal hasta después de haber realizado todo el bien que el momento requería". También reiteró la idea de la "dictadura de París" sobre el país. Bakunin, habiendo recibido fondos del gobierno provisional de Blanc, se lanzó al movimiento revolucionario en Bohemia. Posteriormente describió su objetivo como el establecimiento de un "gobierno con un poder dictatorial ilimitado", en el que "todos estarán sometidos a una única autoridad dictatorial", a través de tres sociedades secretas basadas en una "estricta jerarquía y una disciplina incondicional". Hal Draper afirma que esta fue la primera aparición de su concepto de una "dictadura secreta" ejercida por "Dictadores invisibles". Bakunin también vio a Praga desempeñando el papel de París: "El gobierno revolucionario con poder dictatorial ilimitado debe sentarse en Praga.... Todos los clubes y diarios, todas las manifestaciones de anarquía garrulosa, también serán destruidos, y todos serán subyugados a una sola autoridad dictatorial". Eddie Ford ha descrito esto como un principio de "organización dual", con un cuadro secreto de controladores manipulando un frente público.
En 1866 Bakunin abandonó la idea de estado o autoridad centralizada, y que en consecuencia debería cambiarse el poder hacia una sociedad secreta:

"Somos amargos enemigos de todo el poder oficial, incluso si se tratara de un poder ultra-revolucionario. Somos enemigos de todas las dictaduras reconocidas públicamente; somos anarquistas social-revolucionarios. Pero se preguntarán, si somos anarquistas, ¿con qué derecho y con qué método podemos influir en el pueblo? Rechazando cualquier poder, ¿con qué poder o más bien con qué fuerza dirigiremos la revolución popular? Una fuerza invisible -reconocida por uno, impuesta por nadie- a través de la cual la dictadura colectiva de nuestra organización será más poderosa, cuanto más invisible y no reconocida, más sin ninguna legalidad y significado oficial".
Carta de Bakunin a Nechayev el 2 de junio de 1870

Este tema también se encuentra en una carta enviada por Bakunin a Albert Richard, miembro de la Alianza de la Democracia Socialista durante los disturbios que rodearon la Comuna de París:

Llaman al orden, a la confianza, a la sumisión a quienes, en el curso y en nombre de la Revolución, tomaron y legalizaron sus propios poderes dictatoriales; así es como estos revolucionarios políticos reconstituyen el Estado. Nosotros, por el contrario, debemos despertar y fomentar todas las pasiones dinámicas de la gente. Debemos traer la anarquía, y en medio de la tempestad popular, debemos ser los pilotos invisibles que guían la Revolución, no por ningún tipo de poder abierto, sino por la dictadura colectiva de todos nuestros aliados [miembros de la organización de vanguardia anarquista Alianza Internacional de Socialdemocracia], una dictadura sin trucos, sin títulos oficiales, sin derechos oficiales y, por lo tanto, mucho más poderosa, ya que no lleva las trampas del poder. Esta es la única dictadura que aceptaré, pero para actuar, primero hay que crearla, hay que prepararla y organizarla de antemano, porque no nacerá por sí sola, ni por medio de discusiones, ni de disputas teóricas, ni de reuniones de propaganda de masas...

## Canales invisibles
El teórico anarquista George Woodcock desarrolló la idea de lo que él llamó un "anarquismo puro", definiéndolo como "el grupo de afinidad suelto y flexible que no necesita organización formal y que lleva a cabo propaganda anarquista a través de una red invisible de contactos personales e influencias intelectuales". Sin embargo, argumentó que esto era incompatible con movimientos de masas como el anarcosindicalismo, ya que "se comprometen con las situaciones cotidianas" y porque tienen que "mantener la lealtad de las masas de [trabajadores] que sólo son remotamente conscientes del objetivo final del anarquismo". Sin embargo, este punto de vista ha sido rechazado por otros anarquistas como Sam Dolgoff, quien contrarrestó "No hay anarquismo "puro". Sólo existe la aplicación de los principios anarquistas a las realidades de la vida social".

## Crítica
El uso que hace Bakunin del término "dictadura invisible" ha sido criticado desde varios puntos de vista, a veces en un intento de desacreditar al anarquismo asociándolo con este término. Algunos anarquistas han rechazado estas críticas con la afirmación de que el anarquismo es innatamente incompatible con el concepto de coerción, citando al propio Bakunin al respecto. El concepto de la dictadura invisible se basa más en el liderazgo intelectual y no tiene connotaciones de liderazgo forzado.